# نيكو جينكينز
نيكو ألين جينكينز (بالإنجليزية: Nikko Jenkins)  (من مواليد 16 سبتمبر 1986) قاتل أمريكي، أُدين بارتكاب أربع جرائم قتل في أوماها، نبراسكا في أغسطس 2013، وقعت عمليات القتل في غضون شهر واحد بعد أن تم إطلاق سراحه من السجن بعد أن قضى 10 سنوات ونصف - بالضبط وهي نصف مدة العقوبة التي مدتها 21 عامًا وكان الحكم عليه فيها بتهمة سرقة سيارتين عندما كان عمره 15 عامًا واعتداءان بينما كان سجينًا.

## روابط خارجية
- Omsbudman report
- Nebraska Department of Correctional Services: Inmate Details
- Murder timeline (Omaha World Herald)
- Profile page on Murderpedia